# Оздемир, Махинур
Махинур Оздемир (тур. Mahinur Özdemir; род. 7 ноября 1982, Схарбек) — бельгийский и турецкий политический и государственный деятель. С 2023 года является министром по делам семьи и социальных служб Турции. В прошлом — депутат Брюссельского столичного парламента (2009—2019), самый молодой член парламента и первый бельгийский парламентарий, носивший хиджаб. Являлась членом партии «Гуманистический демократический центр», в 2015 году была исключена из неё за отказ признать геноцид армян. В 2020—2023 годах — посол Турции в Алжире.

## Биография
У Оздемир двойное гражданство — Бельгии и Турции. Она владеет французским, фламандским, английским, турецким и испанским языками. Также у неё есть степень в области политологии и публичного управления, которую она получила в Брюссельском свободном университете. Помимо этого, Махинур Оздемир является активным членом ряда неправительственных организаций Схарбека и основательницей студенческой организации. В 2006 году она была избрана членом муниципального совета Схарбека. В 2009 году Оздемир вступила в партию христианских демократов «Гуманистический демократический центр», и в июне того же года была от неё избрана в парламент. Она стала первым членом парламента, носившим хиджаб. 30 июля 2010 года Махинур Оздемир вышла замуж за Рахми Гокташа, её супруг — парламентский атташе партии справедливости и развития.
12 сентября 2019 года она была назначена послом Турции в Алжире. Таким образом, она стала первой женщиной-послом, назначенной Турцией в Северную Африку.
После переизбрания президента Реджепа Тайипа Эрдогана в июне 2023 года она была назначена министром по делам семьи и социальных служб.

## Отрицание геноцида армян
29 мая 2015 года Махинур Оздемир была исключена из партии «Гуманистический демократический центр» после того, как отказалась назвать массовое убийство армян в ходе Первой мировой войны геноцидом. Глава партии заявил, что этот поступок Махинур противоречит моральным принципам партии и все члены партии, не признающие геноцид армян, будут исключены. Сама Оздемир, комментируя данный инцидент, заявила, что её поступок является проявлением свободы слова. Партия справедливости и развития поддержала её, также в поддержку Махинур провела демонстрации турецкая община в Брюсселе.